# أبو كعب (جنديرس)
أبو كعب (بالكردية: Ebûke’bê أو Ebû Ke’ibê‏) هي قرية سوريّة تتبع إداريّاً لمحافظة حلب منطقة عفرين ناحية جنديرس. بلغ تعداد سكانها 225 نسمة حسب قيود السجل المدني لنهاية عام 2005. وسُميت القرية على اسم مزار "أبو كعب" الإيزيدي الموجود فيها.